# Лужа (Требнє)
Лужа (словен. Luža) — поселення в общині Требнє, регіон Південно-Східна Словенія, Словенія.